# Pholcus pennatus
Espèce
Pholcus pennatus est une espèce d'araignées aranéomorphes de la famille des Pholcidae.

## Distribution
Cette espèce est endémique du Hebei en Chine,.

## Description
Le mâle étudié par Huber en 2011 mesure 5,2 mm.

## Publication originale
- Zhang, Zhu & Song, 2005 : A new species of the genus Pholcus (Araneae, Pholcidae) from Taihang Mountains area, China. Acta Zootaxonomica Sinica, p. 30, no 1, p. 65-66.